# Trox rudebecki
Trox rudebecki is een keversoort uit de familie beenderknagers (Trogidae). De wetenschappelijke naam van de soort is voor het eerst geldig gepubliceerd in 1958 door Haaf.